# Amblyaspis bilineatus
Amblyaspis bilineatus är en stekelart som beskrevs av Peter Neerup Buhl 1997. Amblyaspis bilineatus ingår i släktet Amblyaspis och familjen gallmyggesteklar. Inga underarter finns listade i Catalogue of Life.